# Eberz (Adelsgeschlecht)

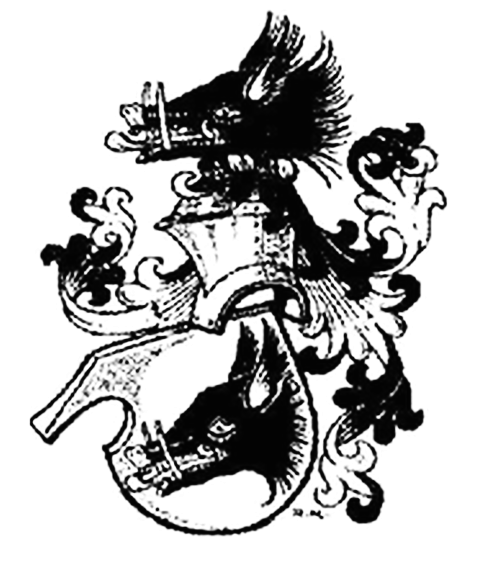
Altes Wappen der Eberz von 1523

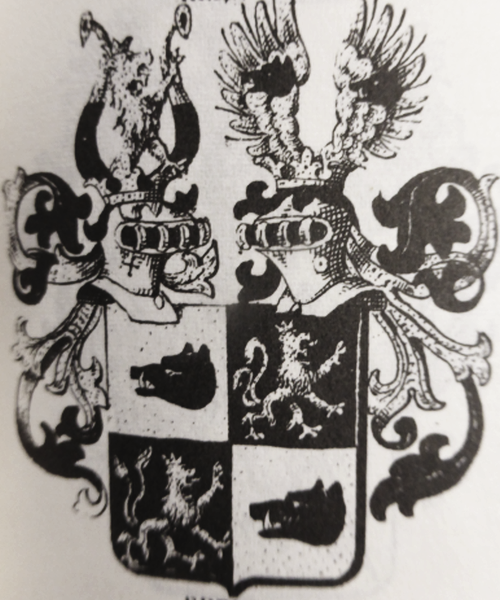
Aufgebessertes Wappen der Eberz von 1667

Die Eberz (auch Eberts oder Ebertz geschrieben) waren ursprünglich ein Patriziergeschlecht aus Isny im Allgäu. 1543 erhielt Kaspar Eberz (* 1450; † 1526) von Kaiser Karl V. einen Adelsbrief, der 1667 von Kaiser Leopold I. für Abraham Eberz, Bürgermeister in Isny, erneuert wurde.

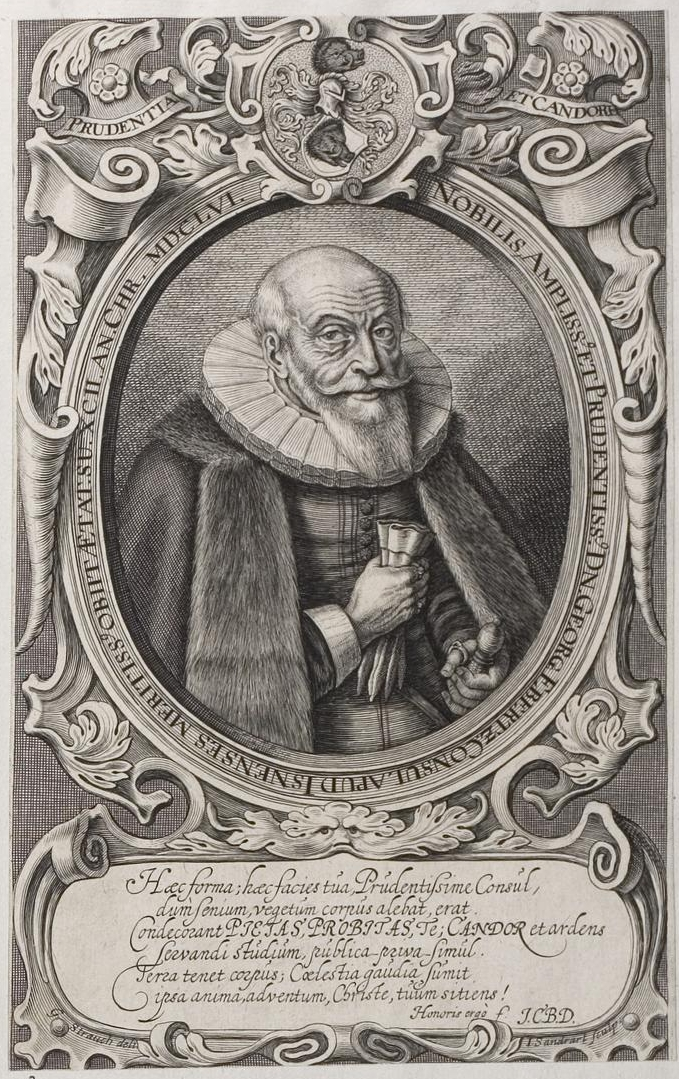
Georg Ebertz (1565–1656), Bürgermeister der Reichsstadt Isny im Allgäu

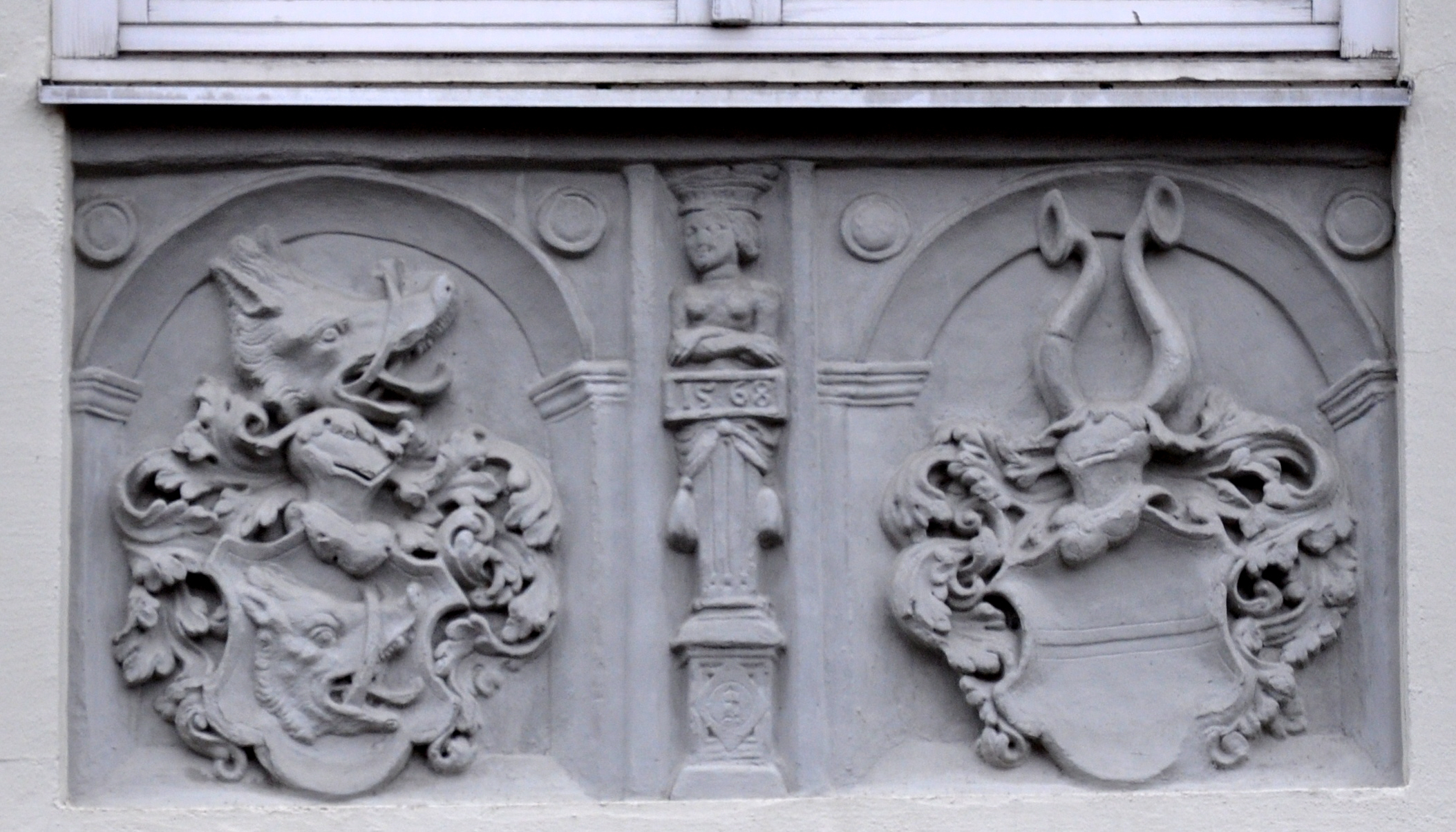
Wappenrelief mit den Wappen des Jacob Eberz (1525–1608) und seiner Ehefrau Barbara Greck von Stockendorff von 1568 auf den Ebert’schen Haus in Isny

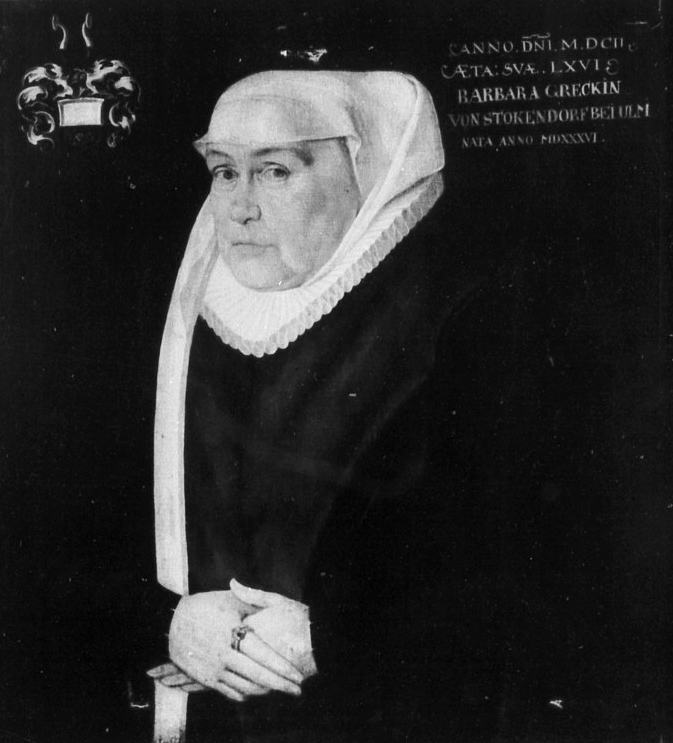
Barbara Eberz, geb. Greck, von 1602 im Spital in Isny

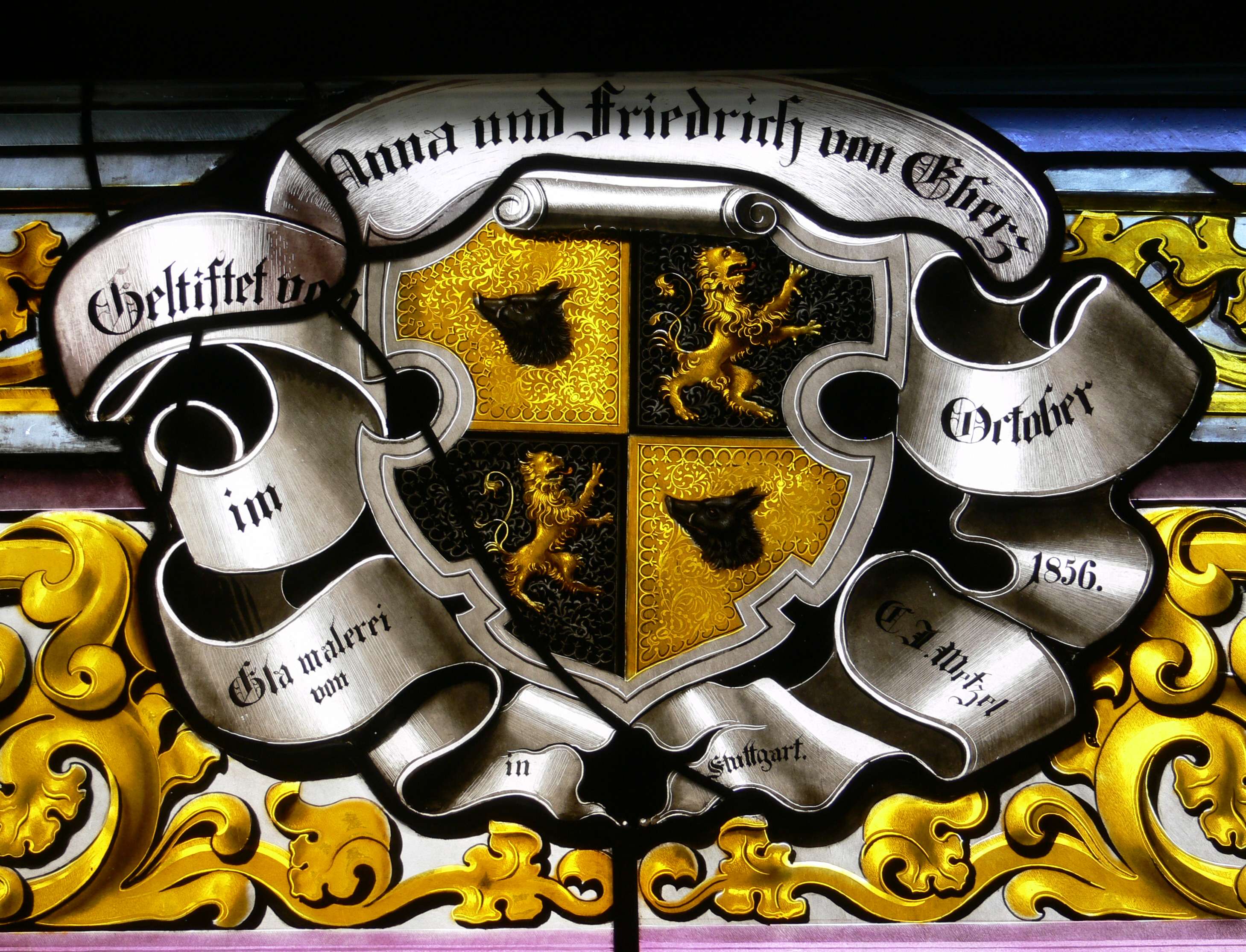
Glasfenster des Evangelist Johannes, Stifterwappen Anna und Friedrich von Eberz, 1856

## Die Eberz in Isny
Diese schwäbische Familie ist in Isny seit dem 14. Jahrhundert belegt. In dem Werk über die Bürgermeister und Ratsmitglieder von Isny werden der Amtmann Hans Eberz (1505) sowie die Bürgermeister Lienhard Eberz (1531), Hans Eberz (1505), Hans Eberz (1563), Caspar Eberz (1576), Jacob Eberz (1587, 1590), Jörg Eberz der Alt (1613), Georg Eberz der Ältere (1621, 1622–1656), Abraham Eberz (1662), Abraham von Eberz (1671–1683), Leonhard von Eberz (1692–1694, 1694–1709), Johann Friedrich von Eberz (1708–1710, 1710–1724), Georg von Eberz (1724–1740) und Leonhard von Eberz (1723, 1724, 1738) genannt.
In Isny gibt es eine Eberzstraße, die noch heute an diese Familie erinnert.

## Besitzungen in der Oberpfalz
Verschiedene Abkömmlinge dieser Familien haben auch in der Oberpfalz Besitzungen erworben.
Johann Wilhelm von Eberts, kurfürstlich pfälzischer Hauptmann, erwarb das Gut Schloss Troschelhammer von den Erben des Hans Kaspar von Reiß. Diese mussten 1711 ihr Gut versteigern, um die noch anstehenden Erbansprüche der übrigen Geschwister befriedigen zu können. Johann Wilhelm von Eberts war Gatte der Reiß’schen Tochter Maria Anna von Eberts, die bereits 1722 als Witwe bezeichnet wird. Sie verkaufte das Gut aber erst 1741 an ihren Sohn Maximilian Philipp Adolph von Eberts. Als dessen Besitznachfolger wurde 1749 Johann Adam von Gravenreuth in das Landsassengut Troschelhammer eingewiesen.
Am 19. Februar 1749 kauft Maria Anna von Eberts, geb. Reisser auf Troschelhammer, von der Witwe des Friedrich Josef Münsterer das Hammerwerk Unterschnaittenbach. 1759 war ihre Tochter Maria Elisbetha, verh. Danielin von Froschheim, Herrin des Gutes. In der Folge wurde der Besitz verkauft und wechselte danach häufig den Besitzer.
Georg Ernst von Reiß wollte seinen Anteil an Pechhof 1732 an Johann Friedrich von Eberts, Pfleger von Weiden in der Oberpfalz und von Parkstein sowie Besitzer von Pechhofen, verkaufen, dieses wurde aber von der kurfürstlichen Regierung in Amberg vorerst abgewiesen. Dennoch ist Johann Friedrich von Eberts im Besitz von drei Teilen von Pechhof gekommen und hat am 1. August 1737 auch noch den vierten Teil von Eva Christina von Schaidau, geborene von Podewils, erworben. Am 12. Mai 1762 verkaufte aber die Witwe des Johann Friedrich von Eberts das Landsassengut Pechhof an Joseph von Heldmann.
Im Kaimling hatte 1787 Isaak von Eberz für 17.500 Gulden die Hofmark von Ludwig Baron von Karg gekauft. Dieser junge Besitzer verunglückte nach sechs Monaten und so gelangte dieser Besitz an Theobald Graf von Butler.
Johann Isaak Freiherrn von Eberts konnte von der Witwe des Johann Eder von Bernfeld 1780 ihren Gutsbesitz von Schloss Witzlasreuth erwerben. Allerdings kam es über die Gültigkeit des Kaufvertrages zu einem langjährigen Prozess, der erst aufgrund eines Vergleichs mit den Ebert’schen Erben am 20. April 1803 beendet wurde; damals erhielt Johann Thomas Röthel das Landsassengut auf dem Kaufweg.
Seit 1738 sind die Freiherrn von Eberts auf Schloss Roggenstein in dem Oberpfälzer Ort Roggenstein nachgewiesen. Johann Friedrich von Eberts kaufte das Gut von Baron Christoph von Seiboldsdorf. Der nächste hier wurde sein Sohn Adam von Eberz, ebenfalls Pfleger von Weiden. Er war verheiratet mit Franziska von Podewils und verstarb 1792 mit 42 Jahren. Unter dessen Söhnen Wilhelm Heinrich († 1836), Jurist und quittierter Hauptmann, und Johann Baptist, Bataillonsadjutant in Weiden, endete die hiesige Feudalherrschaft. 1859 verkaufte Johann Baptist das Gut an Johann von Grafenstein.

## Wappen
Das neue Wappen ist geviertelt. Im ersten und vierten Viertel befindet sich ein linkssehender Eberkopf, im zweiten und dritten Viertel befindet sich ein gekrönter goldener Löwe. Oberhalb sind zwei Helme, im ersten wird zwischen zwei Hörnern ein wachsender gekrönter Löwe dargestellt, der zweite ist ein offener goldener Flug mit zwei linkssehenden Eberköpfen. Decken geviertelt und golden.